# Червели (Торино)
Червели је насеље у Италији у округу Торино, региону Пијемонт.
Према процени из 2011. у насељу је живело 45 становника. Насеље се налази на надморској висини од 870 м.